# Šubanti-Urkunde
Als šubanti-Urkunde wird eine keilschriftrechtliche Urkundenform aus altbabylonischer Zeit bezeichnet. Es handelt sich dabei um den allgemeinsten Typ eines Realvertrags, der für alle Rechtsgeschäfte im Privatrecht verwendbar war, bei denen eine Haftung seitens eines Leistungsnehmers durch Empfang der Leistung begründet wurde.
Der Name dieses Urkundentypus rührt vom Sumerogramm šu.ba.anti her, das die rechtsgeschäftliche Tätigkeit bezeichnete und wörtlich übersetzt „er hat in seinem eigenen Interesse die Hand angelegt“, sinngemäß „empfangen“ oder „genommen“, bedeutet. Ihre Grundform war dabei stets:

„Leistung hat Leistungsnehmer von Leistungsgeber erhalten.
Gegenleistung wird er erbringen.
Zeugenliste“

Diese allgemeine Urkundenform wurde vor allem für Darlehen, Kreditkäufe, Lieferungsgeschäfte, Werkverträge, Arbeitsverträge für Erntearbeiter, Mietverträge über Wasserfahrzeuge sowie Verwahrungen verwendet. Um welches Geschäft es sich dabei handelte, ist stets nur aus der konkreten Urkunde, nicht jedoch ihrem Formular ersichtlich.
Vermutlich entstanden die Urkunden dieses Typus in der Zeit der Ersten Dynastie von Babylon. In der vorausgehenden Ur-III-Zeit existierte mit dem „beschworenen Rückzahlungsdarlehen“ noch eine andere Urkundenform.